# جهاز سياسي

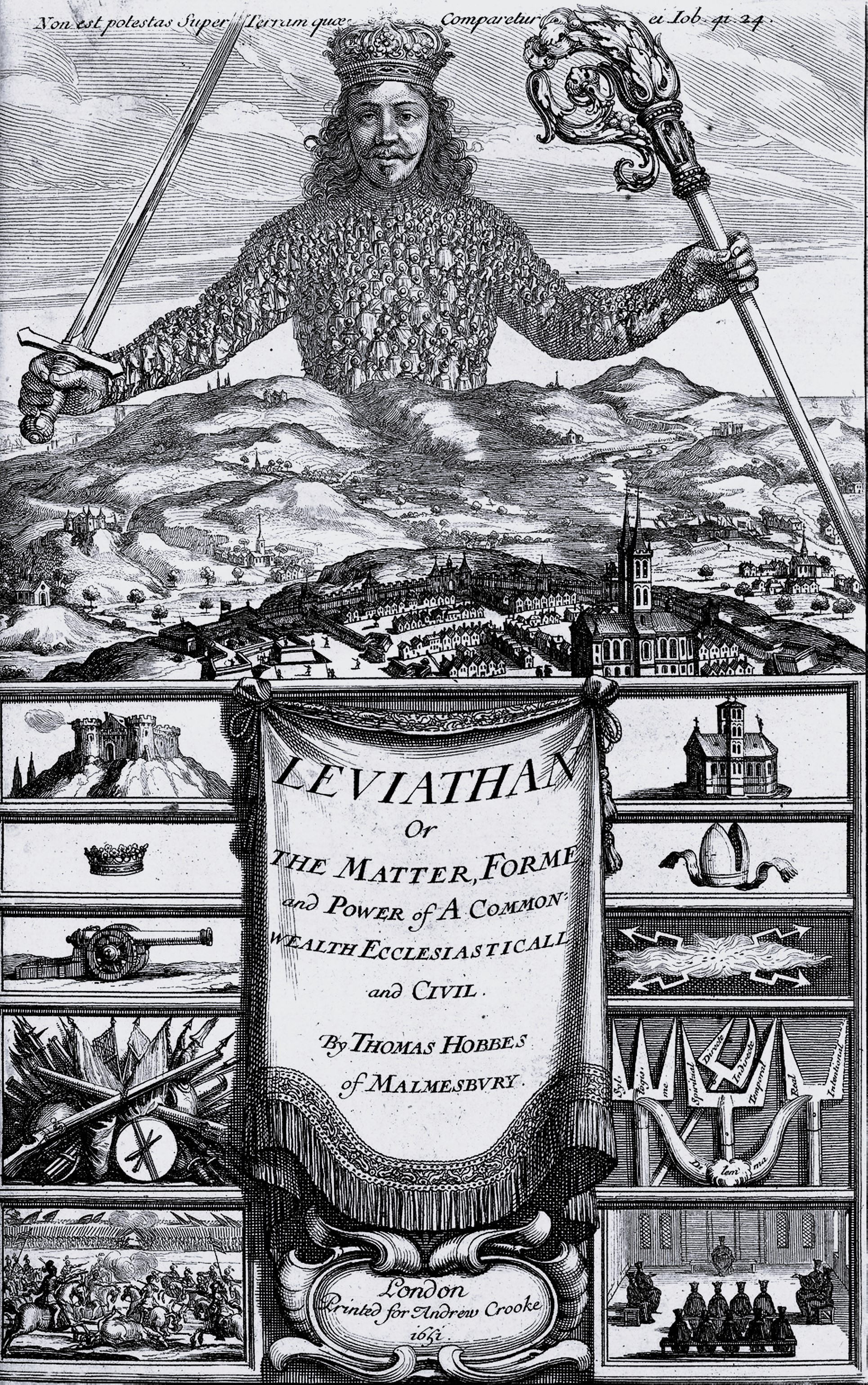
يصور غلاف كتاب ليفياثان المشهور لتوماس هوبس الاستعارة عن طريق إظهار منظومة مكونة من عدد كبير من المواطنين يترأسهم ملك.

الجهاز السياسي هي استعارة تُعد الأمة فيها كيان مؤسسي، ويجري تشبيهها بـجسم الإنسان. وكلمة «سياسي» في هذه العبارة هي صفة مؤخرة؛ لذا فهي «هيئة ذات طابع سياسي» وليست «سياسة ذات طابع جسدي». يضم الجهاز السياسي جميع الأشخاص في بلد معين ويتم التعامل معهم على أنهم مجموعة واحدة. وعادة ما يستمر التمثيل عن طريق الإشارة إلى أن رأس الحكومة هو رأس الدولة، ولكن قد يمتد إلى أجزاء تشريحية أخرى، كما ورد في القراءات السياسية لـخرافات إيسوب «البطن والأعضاء». وتظهر هذه الاستعارة أيضًا في اللغة الفرنسية على أنها هيئة تابعة للدولة (corps-état).
وتطورت تلك الاستعارة في عصر النهضة، حينما واجهت المعرفة الطبية المبنية على العمل التقليدي لـجالينوس تحديات من المفكرين الجدد أمثال ويليام هارفي. وتم تشبيه الأسباب المحتملة للمرض والاضطراب ومثيلاتها في المجال السياسي التي كانت تُعد من أمراض الطاعون أو الالتهابات التي يمكن معالجتها عن طريق مطهرات والأدوية.

## المظاهر الصورية
يُشتق مصطلح «الجهاز السياسي» في أحد استخداماته من المفهوم السياسي الذي كان سائدًا إبان العصور الوسطى "الهيئتان التابعتان للملك" واللذان تمت ملاحظتها لأول مرة كنقطة في اللاهوت مثل الدولة بحلول القرن الخامس عشر وذلك من قبل القاضي جون فورتسكو في كتاب الفرق بين الملكية المطلقة والمحدودة، الذي تمت كتابته في المنفى عام 1462 تقريبًا. وهو يفسر أن صلاة تبشير الملك تمثل السلطة الملكية، والمستمدة من الملائكة والمنفصلة عن القوى المادية الضعيفة لجسده. ورغم ذلك فإنه يستخدم عبارة الجهاز السياسي بمعناها الحديث فقط، لوصف المملكة أو الحكم المشترك لـبروتوس، أول ملك أسطوري في إنجلترا، وكيف اتفق هو ورفاقه في المنفى على تكوين الجهاز السياسي. وكان فورتسكو يكتب باللغة الإنجليزية وليس اللاتينية عكس ما كان سائدًا آنذاك: "made a body pollitike callid a reawme";lt;ref name=OED/> (أي تكوين جهاز سياسي لإدارة شئون الدولة) وفي عام 1550، دمج الفقيه ادموند بلودن مفاهيم فورتسكو، وفي الوقت ذاته نقلها من التجريد إلى المظاهر الواقعية والمادية في جهاز الملك. ويشير بلودن إلى كيفية تقنين المحامين لهذه الفكرة في دراسة لإحدى قضايا ملكية الأرض التي تحولت لهبة متنازع عليها عن طريق عاهل قديم؛ وقرروا أن "الهيئة السياسية التي لا يمكن رؤيتها أو التعامل معها...[هي] مكونة لتوجيه الشعب...[و] يتم دمج هاتين الهيئتين في شخص واحد...يشمل الجهاز السياسي جهاز [الملك] الطبيعي.” وفي عام 1609 أعلن المدعي العام إدوارد كوك رأيًا مخالفًا، وهو أن القوة البشرية هبة من الله في حين أن خلود السلطة الملكية وجدت فقط كمفهوم من صنع الإنسان؛ ونجح كوك لاحقًا في تحديد السلطة الملكية لـتشارلز الأول من خلال وثيقة التماس الحق الخاصة به. عندما تمت استعادة النظام الملكي، في شخص تشارلز الثاني ملك إنجلترا، في نهاية الكومنولث، ظلت الفكرة موجودة واستمرت الملكية في استخدام المفهوم لدعم سلطتها، حتى تسبب تأكيد الحقوق الصادر من البرلمان في نشوب الثورة المجيدة عام 1688.
وسعى أيضًا النظام الملكي الفرنسي في عصر ما قبل الثورة إلى الشرعية من المبدأ ذاته، وتوسع الأمر ليشمل فكرة أن وريث الملك يستوعب الآخرين فيما يعرف باسم «الجهاز السياسي» للملك القديم، وذلك في صورة «الانتقال الجسدي» المادي لاعتلاء العرش.